# Akinkunmi Amoo
Akinkunmi Ayobami Amoo (* 7. Juni 2002 in Ibadan) ist ein nigerianischer Fußballspieler.

## Karriere

### Verein
Amoo begann seine fußballerische Ausbildung in Nigeria in der Brightville Academy. Später wechselte er zum Sido’s FC, wo er bis 2020 in der Jugend spielte. Anschließend wechselte er nach Schweden zum Erstligisten Hammarby IF. Er debütierte am 13. September 2020 (20. Spieltag) nach Einwechslung gegen Helsingborgs IF (2:2). In der gesamten Saison spielte er sechsmal für die erste Mannschaft in der höchsten schwedischen Spielklasse. Bei einem 2:0-Sieg über Mjällby AIF am 2. Spieltag der Folgesaison schoss er das 1:0 und damit sein erstes Tor in der Allsvenskan. Mitte 2021 gewann er mit Hammarby den schwedischen Pokal im Finale gegen den BK Häcken im Elfmeterschießen. Gegen den NK Maribor stand er bei einem 3:1-Sieg in der Startelf und spielte das erste Mal international in der Conference-League-Qualifikation. In der gesamten Saison 2021 spielte er siebenmal im Pokal, wobei er viermal traf und 29 Mal in der Liga, wobei ihm neun Tore und fünf Vorlagen gelangen.
Ende Januar 2022 wechselte er für über vier Millionen Euro nach Dänemark zum Erstligisten FC Kopenhagen.
Anfang September 2023 wechselte er nach Zypern zu Omonia Nikosia.

### Nationalmannschaft
Mit der U17-Nationalmannschaft Nigerias spielte Amoo beim Afrika-Cup und der WM 2019 mit, erreichte bei beiden aber keine Platzierung in den Top drei.

## Erfolge
Hammarby IF
- Schwedischer Pokalsieger: 2021

FC Kopenhagen
- Dänischer Meister: 2022 und 2023